# Ugo Bordoni
Ugo Bordoni (Roma, 27 settembre 1884 – Roma, 17 gennaio 1952) è stato un fisico e dirigente d'azienda italiano.

## Biografia
La sua attività come ricercatore fu rivolta dapprima alla termotecnica, alla termodinamica ed all'acustica; a partire dagli anni '30 si occupò particolarmente dello sviluppo del settore telefonico, tanto da essere nominato primo presidente della STET, ruolo che ricoprì fino alla morte.
Laureatosi nel 1906, divenne subito assistente di Moisè Ascoli, e quando questi, nel 1912 prese la cattedra di elettrotecnica, lo sostituì nell'insegnamento di fisica tecnica, materia che insegnò per quasi quarant'anni. Si contano quasi cento sue pubblicazioni, in svariati ambiti della fisica. Fu membro dell'Accademia Nazionale dei Lincei (dal 1928) e dell'Accademia dei XL (dal 1940).
Con Angelo Barbagelata e Giancarlo Vallauri promosse la nascita della rivista L'Elettronica nel 1914.
Nel 1919 gli fu affidato dalla Regia Marina, in coppia con il suo ex discepolo Piero Remor, lo sviluppo delle motosiluranti MAS.
Il Ministero delle poste e delle telecomunicazioni diede il nome di Ugo Bordoni alla fondazione per la ricerca scientifica nel campo delle telecomunicazioni, fondata nel 1952.